# Sulaymaniyya (provins)

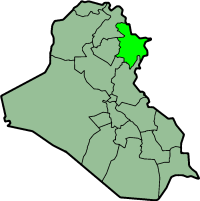
Provinsen Sulaymaniyyas läge i Irak.

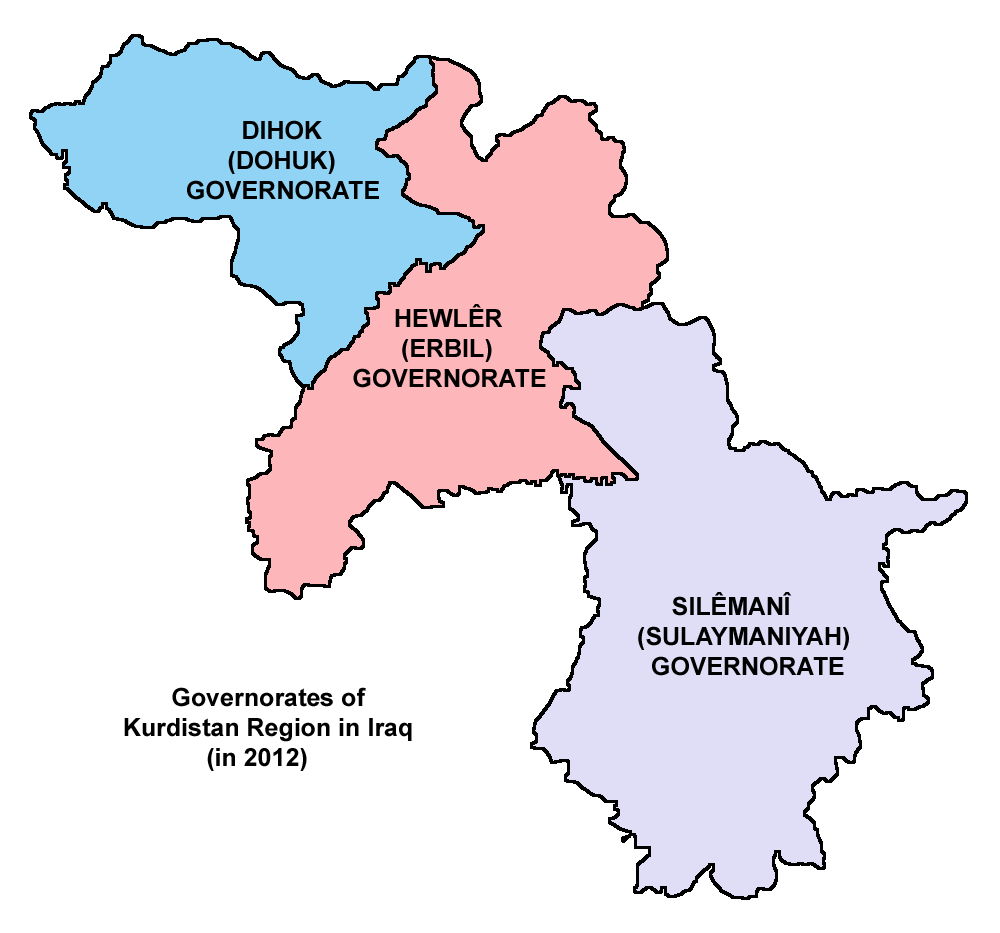

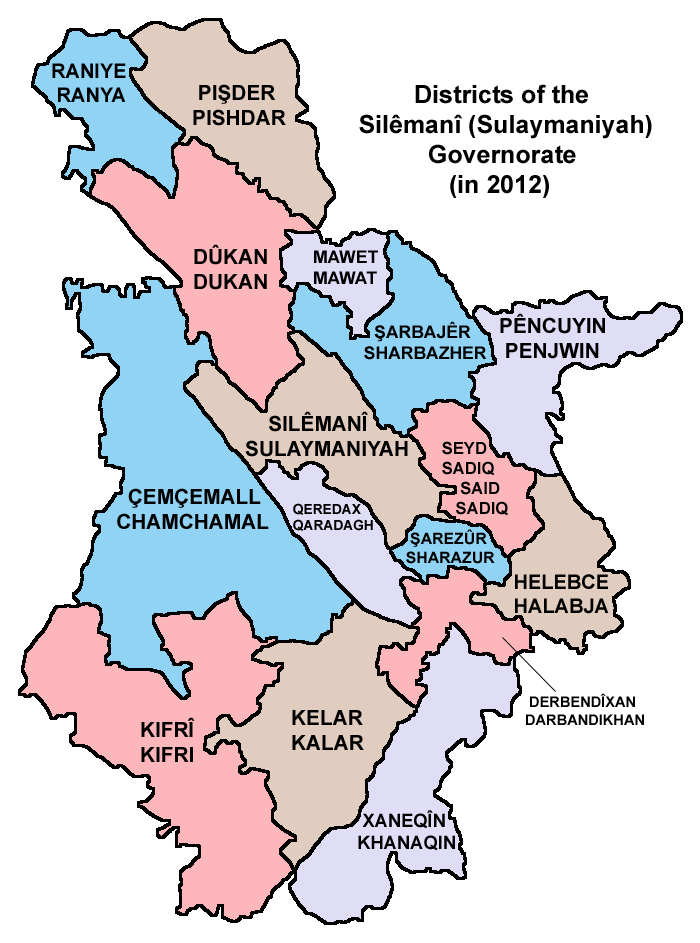

Sulaymaniyya (alternativt as-Sulaymaniyah eller al-Sulaimaniya, arabiska: محافظة السليمانية; kurdiska: Parêzgay Silêmanî) är en provins i den nordöstra delen av Irak, och är en del av irakiska Kurdistan, med gräns mot Iran i öster. Den är uppkallad efter provinsens huvudort, Sulaymaniyya. Provinsen har en beräknad folkmängd av 1 832 440 invånare (2006) på en yta av 17 023 km². 

## Administrativ indelning
Provinsen är indelad i tio distrikt:
- Chamchamal, Darbandihkan, Dokan, Halabja, Kalar, Penjwin, Pshdar, Rania, Sharbazher, Sulaymaniyya

Det finns stavningsvarianter på namnen för nästan samtliga av distrikten.